# Tribes: Ascend
Tribes: Ascend är en multiplayer-first-person-shooter som är gratis att spela (free-to-play). Tribes: Ascend är en del i spelserien om Tribes, vilken för närvarande utvecklas av Hi-Rez Studios och släpptes den 12 april 2012. Spelet kan laddas ner digitalt till Microsoft Windows men utvecklarna utesluter inte möjligheten att släppa spelet till Playstation 3 och Xbox 360 i framtiden. Symboliska aspekter från tidigare spel i Tribes-serien så som jetpacks och skiing kommer att presenteras i spelet.

## Gameplay

### Klasser

#### Lätt utrustning
- Pathfinder som är utrustad med en lätt spinfusor (en sorts kanon) och hagelgevär, vilka kan uppgraderas till armborst och automatkarbin. Pathfinderns största uppgift är att ta motståndarens flaggor eller jaga motståndare som tagit din flagga. De är därför väldigt snabba och lätta att manövrera men har svag utrustning och tål inte så mycket.
- Sentinel är spelets prickskytt och har väldigt bra precision. En Sentinels uppgift är att plocka ut fiender på långt avstånd och understödja sina kamrater. Sentinel kan lägga ut minor för att förhindra motståndare att ta sig till vissa områden.
- Infiltrator är spelets sabotör. En infiltrator har som huvuduppgift att smyga sig fram till fiendens bas och sabotera så mycket han kan. En infiltrator kan göra sig osynlig och på så vis underlätta sin uppgift. En infiltrator är som bäst när han tar ut ensamma fiender utan att riskera upptäckt.

#### Medium utrustning
- Soldier är en all-around-krigare som lämpar sig lagom bra till allt. Soldaten är ifrån början utrustad med en helautomatisk karbin samt en handkanon, vilka kan uppgraderas till en bättre spinfusor, samt en pistol. Som soldat kan man åta sig vilken uppgift som helst och förväntas göra ett bra jobb.
- Technician är en klass som mer eller mindre är bunden till en specifik plats, då han har hand om en fast kanon och sköter reparationer och dylikt. Tack vare den kraftfulla kanonen är teknikern en duktig försvarare, han lämpar sig även till att emellanåt reparera sitt lags bas.
- Raider fungerar bra som anfallare, då han är utrustad med en granatkastare vilken är väldigt kraftig och lämpar sig väl att understödja sina trupper. Raidern är även utrustad med ett så kallat "Shield Pack" vilket gör honom uthållig och svårforcerad.

#### Tung utrustning
- Juggernaut är kraftig och har redan vid start mycket god hälsa, vilket gör honom svår och väldigt omständlig att döda. En Juggernaut lämpar sig bäst som försvarare inne i basen då hans explosiva vapen snabbt gör stället till en dödsfälla för fiender.
- Doombringer är en skicklig försvarare då han har mycket god hälsa och även livsfarliga vapen. Till skillnad ifrån Juggernaut lämpar sig Doombringer bäst för att skjuta ner fiender på avstånd med sitt maskingevär eller med sin målsökande missil.
- Brute är lika kapabel att attackera som att försvara med sin tunga spinfusor och sitt automatiska hagelgevär. Brute lämpar sig dock inte så bra som flaggbärare i spelläget CTF, då han inte är särskilt snabb. Men till understöd är han väldigt användbar.

### Fordon
- Beowulf är en typ av stridsvagn. Den är väldigt långsam men kraftfull och lämpar sig till att ta ut fientliga soldater någonstans mellan de båda baserna.
- Grav Cycle är, liksom Beowulf, ett landgående fordon. Den stora skillnaden är att Grav Cycle är en motorcykel, vilken är betydliga svagare än Beowulf, både rent försvarsmässigt samt ur ett anfallandeperspektiv. Den är dock snabbare, vilket kan nyttjas till dess fördel.
- Shrike är spelets enda flygande fordon som lämpar sig bra till det mesta. Eldkraften är bra men den kan endast skjuta fyra skott i en tät följd innan den måste ladda om.

### Spellägen
Hi-Rez Studios testar just nu klassiska spellägen som Capture the flag, Team Deathmatch, men även Capture and Hold, Rabbit och Arena.

### Kartor
I Tribes: Ascend kommer några av kartorna att vara i Tribesanda, med öppna miljöer och varsin utgångsbas på respektive sida. Andra kommer att utspela sig i en mer urban miljö med byggnader och gator. Arcs Novena, Bella Omega, Crossfire, Drydock (dag/natt), och Katabatic är de bekräftade kartorna, varav den sistnämnda härstammar ifrån Tribes 2.